# Paolo e Francesca (film 1950)
Paolo e Francesca è un film del 1950 diretto da Raffaello Matarazzo.
Il titolo completo del film è Paolo e Francesca - La storia di Francesca da Rimini.

## Trama
La linea della storia del film segue essenzialmente l'antica tradizione come stabilita da Dante e Boccaccio, fatto testimoniato dall'avere il film fine con tre versi di Dante ("Amor ch'al cor gentil ratto s'apprende", "Amor ch'a nullo amato amar perdona", e "Amor condusse noi ad una morte"). Francesca è promessa sposa a Giangiotto per mediare una pace tra le famiglie in lotta di Rimini e  Ravenna. Paolo è mandato a prendere la sposa e si innamora di lei. A Rimini la coppia incomincia a vedersi e un giorno si baciano. Un nuovo personaggio divulga l'affare segreto. È un astrologo al servizio di Giangiotto. Diventa uno Iago che pianta i primi semi della gelosia in Giangiotto. Guardando la giovane coppia nel giardino l'astrologo dice a Giangiotto che la gioventù è attratta verso la gioventù. Ha fatto il suo danno. Più tardi l'astrologo tortura il paggio di Paolo e poi incatena e colpisce la serva di Francesca, atti tesi a sollecitare informazioni sugli incontri di Paolo e Francesca. Poi passa le rivelazioni a Giangiotto. Quando viene Francesca a chiedere una pozione per indurre un sonno profondo, l'astrologo le dà una pozione e poi rivela a Giangiotto che è una pozione destinata a provocare una passione feroce. Lui li uccide entrambi.

## Commento
Pompa e circostanza sono evidenti dappertutto, i costumi sono sontuosi e la musica di accompagnamento è regale. Il film tradisce vestigia del melodramma per cui Matarazzo è il meglio conosciuto. La relazione d'amore non è mai consumata. Questo discostarsi dalla storia di Dante/Boccaccio è riconducibile al trattamento di Pellico dei due amanti come casti nella sua Francesca da Rimini (1815). Le molte irregolarità del film hanno annoverato reazioni ampiamente differenti, perché gli spettatori del giorno lo abbracciavano caldamente, ma i critici lo disapprovavano come versione di film curiosamente statico.

## Produzione
Sebbene nei titoli di coda ci sia scritto che alcune scene sono state girate nel castello di Gradara, nelle Marche, queste in realtà sono state realizzate nel borgo medievale del parco del Valentino, a Torino.